# Вороново (Сланцевский район)
Вороново — деревня в Черновском сельском поселении Сланцевском районе Ленинградской области.

## История
Деревня Воронова упоминается на карте Санкт-Петербургской губернии Ф. Ф. Шуберта 1834 года.

ВОРОНОВА — деревня принадлежит господам Клингенберховым, Лисенкову и Философову, число жителей по ревизии: 45 м. п., 42 ж. п. (1838 год)

ВОРОНОВО — деревня барона и баронессы Штакельберг, по просёлочной дороге, число дворов — 6, число душ — 34 м. п. (1856 год)

ВОРОНОВО — деревня владельческая речке Плоскове, число дворов — 20, число жителей: 65 м. п., 59 ж. п. (1862 год) 

В XIX — начале XX века деревня административно относилась к Выскатской волости 1-го земского участка 1-го стана Гдовского уезда Санкт-Петербургской губернии.
Согласно Памятной книжке Санкт-Петербургской губернии 1905 года деревня входила в Вороновское сельского общества.

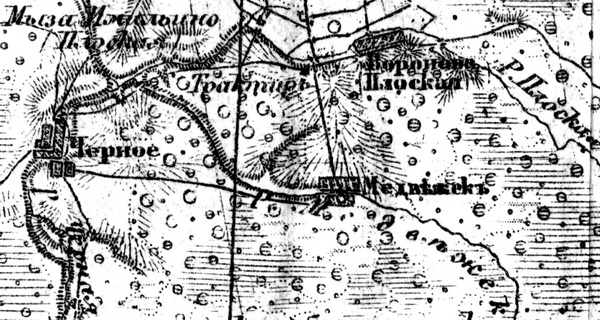
Деревня Вороново на карте 1919 года

Согласно карте Петроградской и Эстляндской губерний 1919 года деревня называлась Воронова (Плоская).
С 1917 по 1922 год деревня входила в состав Кольцовской волости Гдовского уезда.
С 1922 года, в составе Черновского сельсовета Выскатской волости.
С августа 1927 года, в составе Рудненского района.
С 1928 года, в составе Кингисеппского района. В 1928 году население деревни составляло 241 человек.
По данным 1933 года деревня Вороново входила в состав Черновского сельсовета Кингисеппского района.

Деревня Вороново на карте 1937 года

Согласно топографической карте 1937 года деревня насчитывала 53 крестьянских двора, в центре деревни находилась деревянная часовня.
С января 1941 года, в составе Сланцевского района.
Деревня была освобождена от немецко-фашистских оккупантов 2 февраля 1944 года.
С 1963 года, в составе Кингисеппского района.
По состоянию на 1 августа 1965 года деревня Вороново входила в состав Черновского сельсовета Кингисеппского района. С ноября 1965 года, в составе Сланцевского района. В 1965 году население деревни составляло 87 человек.
По данным 1973 и 1990 годов деревня Вороново входила в состав Черновского сельсовета Сланцевского района.
В 1997 году в деревне Вороново Черновской волости проживали 19 человек, в 2002 году — 21 человек (все русские).
В 2007 году в деревне Вороново Черновского СП проживал 21 человек, в 2010 году — 14 человек.

## География
Деревня расположена в северной части района к северу от автодороги 41К-005 (Псков — Краколье).
Расстояние до административного центра поселения — 1 км.
Расстояние до ближайшей железнодорожной станции Вервёнка — 1,5 км.
Через деревню протекает река Чёрная (Черновка).

## Демография
| 1862 | 2007 | 2010 | 2017 |
| ---- | ---- | ---- | ---- |
| 124  | ↘21  | ↘14  | ↗26  |